# Sopiełowka
Sopiełowka (ros. Сопеловка) – wieś (ros. деревня, trb. dieriewnia) w zachodniej Rosji, w sielsowiecie kołpakowskim rejonu kurczatowskiego w obwodzie kurskim.

## Geografia
Miejscowość położona jest w pobliżu rzeki Rieut, 5,5 km od centrum administracyjnego sielsowietu kołpakowskiego (Nowosiergiejewka), 14 km od centrum administracyjnego rejonu (Kurczatow), 47,5 km od Kurska.

## Demografia
W 2010 r. miejscowość zamieszkiwały 53 osoby.